# Сверче (Опольское воеводство)
Све́рче (пол. Świercze) — село в Польше в гмине Олесно Олесненского повета Опольского воеводства.

## История
В 1975—1998 годах село входило в Ченстоховское воеводство.

## Достопримечательности
- Усадьба с парком, родовым кладбищем, хозяйственными постройками и амбаром — памятник культуры Опольского воеводства[1].